# Márk Opavszky
Márk Opavszky (10 de abril de 2001) es un deportista húngaro que compite en piragüismo en la modalidad de aguas tranquilas.
Ganó una medalla de plata en el Campeonato Mundial de Piragüismo de 2024 y dos medallas en el Campeonato Europeo de Piragüismo de 2024.

## Palmarés internacional
| Campeonato Mundial | Campeonato Mundial      | Campeonato Mundial | Campeonato Mundial |
| Año                | Lugar                   | Medalla            | Competición        |
| ------------------ | ----------------------- | ------------------ | ------------------ |
| 2024               | Samarcanda (Uzbekistán) | Medalla de plata   | K4 500 m mixto     |
| Campeonato Europeo |                         |                    |                    |
| Año                | Lugar                   | Medalla            | Competición        |
| 2024               | Szeged (Hungría)        | Medalla de plata   | K4 1000 m          |
| 2024               | Szeged (Hungría)        | Medalla de bronce  | K2 200 m           |